# Pueyo de Santa Cruz
Pueyo de Santa Cruz – gmina w Hiszpanii, w prowincji Huesca, w Aragonii, o powierzchni 9,29 km². W 2011 roku gmina liczyła 362 mieszkańców.